# Bir Anzarane
Bir Anzarane  (in arabo بئر انزران‎?) è un centro abitato e comune rurale del Marocco situato nella provincia di Oued Ed-Dahab, regione di Dakhla-Oued Ed Dahab. Conta una popolazione di 6 244 abitanti (censimento 2014).